# Грабовац (Свилајнац)
Грабовац је насеље у општини Свилајнац, у Поморавском округу, у Србији. Према попису из 2022. има 697 становника (према попису из 2011. било је 917 становника).
Овде се налазе Кућа Стевана Синђелића и Турски амам у Грабовцу.
Овде се налазе Запис храст код цркве западни (Грабовац), Запис дом на месту старог записа (Грабовац), Запис храст код цркве источни (Грабовац), Запис Милановића храст (Грабовац), Запис Милорадовића храст (Грабовац) и Запис Синђелића храст (Грабовац).

## Демографија
У насељу Грабовац живи 863 пунолетна становника, а просечна старост становништва износи 46,6 година (44,2 код мушкараца и 48,8 код жена). У насељу има 307 домаћинстава, а просечан број чланова по домаћинству је 3,30.
Ово насеље је великим делом насељено Србима (према попису из 2002. године), а у последња три пописа, примећен је пад у броју становника.
|  |

| Демографија | Демографија | Демографија |
| Година      | Становника  | Становника  |
| ----------- | ----------- | ----------- |
| 1948.       | 1.905       |             |
| 1953.       | 1.933       |             |
| 1961.       | 1.838       |             |
| 1971.       | 1.781       |             |
| 1981.       | 1.699       |             |
| 1991.       | 1.539       | 1.105       |
| 2002.       | 1.012       | 1.481       |
| 2011.       | 917         |             |
| 2022.       | 697         |             |

| Етнички састав према попису из 2002.‍ | Етнички састав према попису из 2002.‍ | Етнички састав према попису из 2002.‍ | Етнички састав према попису из 2002.‍ | Етнички састав према попису из 2002.‍ |
| ------------------------------------ | ------------------------------------ | ------------------------------------ | ------------------------------------ | ------------------------------------ |
|                                      |                                      |                                      |                                      |                                      |
| Срби                                 | Срби                                 |                                      | 1.007                                | 99,50%                               |
| Руси                                 | Руси                                 |                                      | 1                                    | 0,09%                                |
| Румуни                               | Румуни                               |                                      | 1                                    | 0,09%                                |
| непознато                            | непознато                            |                                      | 2                                    | 0,19%                                |

| Година пописа     | 1948. | 1953. | 1961. | 1971. | 1981. | 1991. | 2002. |
| ----------------- | ----- | ----- | ----- | ----- | ----- | ----- | ----- |
| Број домаћинстава | 421   | 435   | 433   | 417   | 384   | 390   | 307   |

| Број чланова      | 1  | 2  | 3  | 4  | 5  | 6  | 7  | 8 | 9 | 10 и више | Просек |
| ----------------- | -- | -- | -- | -- | -- | -- | -- | - | - | --------- | ------ |
| Број домаћинстава | 67 | 68 | 49 | 28 | 45 | 33 | 10 | 6 | 1 | 0         | 3,30   |

| Пол    | Укупно | Неожењен/Неудата | Ожењен/Удата | Удовац/Удовица | Разведен/Разведена | Непознато |
| ------ | ------ | ---------------- | ------------ | -------------- | ------------------ | --------- |
| Мушки  | 417    | 81               | 280          | 36             | 19                 | 1         |
| Женски | 463    | 49               | 287          | 111            | 15                 | 1         |
| УКУПНО | 880    | 130              | 567          | 147            | 34                 | 2         |

| Пол    | Укупно                    | Пољопривреда, лов и шумарство | Рибарство                            | Вађење руде и камена | Прерађивачка индустрија       |
| ------ | ------------------------- | ----------------------------- | ------------------------------------ | -------------------- | ----------------------------- |
| Мушки  | 219                       | 107                           | 0                                    | 0                    | 29                            |
| Женски | 145                       | 82                            | 0                                    | 0                    | 10                            |
| УКУПНО | 364                       | 189                           | 0                                    | 0                    | 39                            |
| Пол    | Производња и снабдевање   | Грађевинарство                | Трговина                             | Хотели и ресторани   | Саобраћај, складиштење и везе |
| Мушки  | 11                        | 7                             | 36                                   | 6                    | 5                             |
| Женски | 0                         | 0                             | 25                                   | 4                    | 0                             |
| УКУПНО | 11                        | 7                             | 61                                   | 10                   | 5                             |
| Пол    | Финансијско посредовање   | Некретнине                    | Државна управа и одбрана             | Образовање           | Здравствени и социјални рад   |
| Мушки  | 0                         | 1                             | 7                                    | 3                    | 2                             |
| Женски | 0                         | 0                             | 5                                    | 6                    | 9                             |
| УКУПНО | 0                         | 1                             | 12                                   | 9                    | 11                            |
| Пол    | Остале услужне активности | Приватна домаћинства          | Екстериторијалне организације и тела | Непознато            | Непознато                     |
| Мушки  | 4                         | 0                             | 0                                    | 1                    | 1                             |
| Женски | 3                         | 0                             | 0                                    | 1                    | 1                             |
| УКУПНО | 7                         | 0                             | 0                                    | 2                    | 2                             |

## Галерија
- Кућа војводе Стевана Синђелића (споменик културе)
- Споменик палим борцима у Балканском рату, Првом светском рату и Народноослободилачкој борби (1962)
- Црква у Грабовцу
- Турски амам у Грабовцу
- Натпис у дворишту куће Стевана Синђелића из (1954)

## Познате личности
- Мирољуб Аранђеловић Кемиш